# جان هارتمن مورگان
جان هارتمن مورگان (انگلیسی: J. H. Morgan; ۲۰ مارس ۱۸۷۶ – ۸ آوریل ۱۹۵۵) وکیل، سیاست‌مدار و پرسنل نظامی اهل بریتانیا بود.